# Bambuseae
Die Bambuseae sind eine von drei Tribus der Unterfamilie der Bambusoideae mit verholzenden Bambusarten, die in den Tropen und Subtropen der Neuen und Alten Welt beheimatet sind.

## Beschreibung
Die Vertreter der Tribus bilden pachymorphe Halmbasen (pachymorphe Rhizome), einige Vertreter der Gattung Chusquea bilden auch leptomorphe Rhizome. Die Halme verholzen und sind meist hohl, nur die Chusquea-Arten und wenige andere Arten bilden massive Halme. Sie entwickeln sich in zwei Phasen: Anfangs wachsen die Halme von Halmblättern geschützt und unverzweigt zur vollen Länge aus und verholzen in einer zweiten Phase, wobei sich Äste und Laubblätter bilden. Die Äste entwickeln sich entweder akropetal (von der Basis zur Spitze des Halms hin) oder bidirektional (die ersten Äste erscheinen nahe der Halmmitte). Die Äste werden meist nur aus einer Knospe je Knoten gebildet. Die Gattungen Apoclada, Filgueirasia und Holttumochloa bilden mehrere beinahe gleich große Knospen je Knoten, die Gattung Chusquea einen mittigen größeren und mehrere kleinere Knospen. Die Halmblätter sind meist gut ausgebildet und zeigen breite Blattscheiden und gut ausgebildete bis reduzierte Halmblattspreiten. Halmblattspreiten können auch fehlen oder sie ähneln beispielsweise bei der Gattung Aulonemia und bei einigen Arten der Gattung Chusquea denen der Laubblätter. Die Laubblätter haben ein äußeres Blatthäutchen, die Laubblattscheiden sind häufig gefranst oder tragen an der Spitze öhrchenförmige Anhängsel. Die Laubblattspreiten bilden meist einen stielartigen Ansatz und können abgeworfen werden.
Die Vertreter der Tribus blühen meist zyklisch nach jeweils mehreren Jahren, wobei ganze Gruppen gleichzeitig blühen und die Pflanzen dann absterben (hepaxanth). Die zusammengesetzten Blütenstände werden in einer Wachstumsperiode gebildet und bestehen aus Ährchen und haben dann keine Tragblätter, oder sie haben mehrere Wachstumsperioden, Scheinährchen (Ährchen mit an der Basis liegenden Knospen, aus dehnen weitere Scheinährchen gebildet werden) und haben dann Tragblätter. Die Ährchen sind zweigeschlechtig und bilden ein bis viele zwittrige Blütchen. Die Hüllspelzen können stark reduziert sein oder fehlen, selten werden bis zu sechs Hüllspelzen gebildet. Die Deckspelze ist mehrnervig und ähnelt in ihrer Textur den Hüllspelzen. Die Vorspelze ist zweifach gekielt, ebenfalls mehrfach geadert mit einer geraden Anzahl an Blattadern. Als Früchte werde meist einfache, seltener beispielsweise bei den Gattungen Alvimia, Dinochloa, Ochlandra, Olmeca und zumindest bei einer Art von Guadua geschnabelte oder bei den Gattungen Actinocladum und Merostachys nussförmige Karyopsen mit linealischem Hilum gebildet.
Die Basischromosomenzahl ist x = 10 und 12, seltener 11, die Chromosomenzahl beträgt 2n = 40, 46, 48, 70 oder 72, seltener 20 oder 40.

## Systematik und Verbreitung
Die Bambuseae sind eine der drei Tribus in der Unterfamilie der Bambusoideae. Traditionell wurde die Unterfamilie in zwei Tribus unterteilt, den verholzenden Bambuseae und den krautig wachsenden Olyreae. Phylogenetische Untersuchungen haben gezeigt, dass die Bambuseae in diesem Sinn nicht monophyletisch sind. Die krautig wachsenden Olyreae bilden das Schwestertaxon der tropisch und subtropisch verbreiteten, verholzenden Bambusgattungen. Die in den gemäßigten Klimazonen auftretenden verholzenden Bambusgattungen sind das Schwestertaxon zur Gruppe aus krautig wachsenden und tropischen und subtropischen, verholzenden Bambusgattungen und wurden einer eigenen Tribus Arundinarieae zugeordnet. Als gemeinsames Merkmal der Tribus werden der zeitliche Ablauf der Entwicklung der Äste (akropetal oder bidirektional) angegeben.
Damit ergibt sich innerhalb der Bambusoideae folgendes Kladogramm:
|  | Arundinarieae                                         |
|  |                                                       |
|  | \| \| Bambuseae \| \| \| \| \| \| Olyreae \| \| \| \| |
|  |                                                       |
|  | Bambuseae                                             |
|  |                                                       |
|  | Olyreae                                               |
|  |                                                       |

|  | Bambuseae |
|  |           |
|  | Olyreae   |
|  |           |

Es werden zwei Gruppen unterschieden: Verholzende Bambusarten, die in den Tropen und Subtropen der Neuen Welt beheimatet sind, und verholzende Arten, die ihr Verbreitungsgebiet in den Tropen und Subtropen der Alten Welt haben.  Die Gruppen werden weiter in sieben Untertribus unterteilt mit zusammen 66 Gattungen. Die Bamboo Phylogeny Group gibt 2012 folgende Untertribus und Gattungen für die Bambuseae an:

### Verholzende Bambusarten der Tropen und Subtropen der Neuen Welt
Der Gruppe werden drei Untertribus mit zusammen 19 Gattungen und etwa 377 Arten zugerechnet.

#### UntertribusArthrostylidiinae
Der Untertribus werden 14 Gattungen mit zusammen etwa 172 Arten zugerechnet:
- Actinocladum McClure ex Soderstr. mit nur einer Art
  - Actinocladum verticillatum (Nees) McClure ex Soderstr.: Sie ist in Brasilien verbreitet.[7]
- Alvimia C.E.Calderón ex Soderstr. & Londoño: Die etwa drei Arten sind im nordöstlichen Brasilien verbreitet.[7]
- Arthrostylidium Rupr.: Die etwa 32 Arten sind in der Neotropis weitverbreitet.[7]
- Athroostachys Benth.: Sie enthält nur eine Art:
  - Athroostachys capitata (Hook.) Benth.: Sie kommt im nordöstlichen Brasilien vor.[7]
- Atractantha McClure: Die etwa sechs Arten sind in Venezuela und Brasilien verbreitet.[7]
- Aulonemia Goudot (in der auch die frühere Gattung Matudacalamus F.Maek. eingeordnet wurde): Die etwa 45 Arten sind von Mexiko über Zentralamerika bis ins tropische Südamerika verbreitet.[7]
- Colanthelia McClure & E.W.Sm.: Die sieben Arten sind in Brasilien und Argentinien verbreitet.[7]
- Didymogonyx (L.G.Clark & Londono) C.D.Tyrell, L.G.Clark & Londono  mit zwei Arten
- Elytrostachys McClure: Die nur zwei Arten sind vom tropischen Zentral- bis Südamerika verbreitet.[7]
- Filgueirasia Guala mit zwei Arten, die in Brasilien vorkommen.[7]
- Glaziophyton Franch. mit nur einer Art:
  - Glaziophyton mirabile Franch.: Sie kommt nur in Brasilien vor.[7]
- Merostachys Spreng.: Die etwa 47 Arten sind vom tropischen Zentral- bis Südamerika verbreitet.[7]
- Rhipidocladum McClure: Die etwa 16 Arten sind von Mexiko über Zentralamerika bis ins tropische Südamerika verbreitet und kommt auf der Insel Trinidad vor.[7]

#### Untertribus Chusqueinae
Der Untertribus wird eine Gattung mit etwa 160 Arten zugerechnet:
- Chusquea Kunth (der Gattung wurden auch die früheren Gattungen Neurolepis Meisn., Rettbergia Raddi und Swallenochloa McClure zugeordnet) mit etwa 160 Arten.

#### UntertribusGuaduinae
Der Untertribus werden fünf Gattungen mit zusammen etwa 45 Arten zugerechnet:
- Apoclada McClure mit nur einer Art:
  - Apoclada simplex McClure & L.B.Sm.: Sie ist in Brasilien verbreitet.[7]
- Eremocaulon Soderstr. & Londoño (die auch Criciuma Soderstr. & Londoño enthält): Die etwa vier Arten sind Brasilien verbreitet.[7]
- Guadua Kunth: Die etwa 27 Arten sind von Mexiko über Zentralamerika bis ins tropische Südamerika verbreitet und sie kommt auf der Insel Trinidad vor.[7]
- Olmeca Soderstr.: Die etwa fünf Arten sind vom südlichen Mexiko bis Honduras verbreitet.[7]
- Otatea (McClure & E.W.Sm.) C.E.Calderón ex Soderstr.: Die etwa neun Arten sind von Mexiko über Zentralamerika bis Kolumbien verbreitet.[7]

### Verholzende Bambusarten der Tropen und Subtropen der Alten Welt
Der Gruppe werden vier Untertribus mit zusammen 47 Gattungen und etwa 407 Arten zugerechnet.

#### UntertribusBambusinae
Der Untertribus werden 28 Gattungen mit zusammen etwa 264 Arten zugerechnet:
- Bambusa Schreb. (der Gattung werden auch die früheren Gattungen Dendrocalamopsis Q.H.Dai & X.L.Tao, Ischurochloa Buse, Leleba Rumph. ex Nakai, Lingnania McClure, Neosinocalamus Keng f. und Tetragonocalamus Nakai zugerechnet): Die etwa 100 Arten sind vom tropischen und subtropischen Asien bis zum nördlichen Australien verbreitet.[8][7]
- Bonia Balansa (mit Monocladus L.C.Chia): Die etwa fünf Arten sind vom südöstlichen China bis Vietnam verbreitet.[7]
- Cyrtochloa S.Dransf.: Mit 7 Arten, die auf den Philippinen vorkommen.[7]
- Dendrocalamus Nees (mit Klemachloa R.Parker und Sinocalamus McClure): Die etwa 57 Arten sind im tropischen und subtropischen Asien verbreitet.[7]
- Dinochloa Buse: Die etwa 38 Arten sind vom östlichen Himalaya bis Malesien und in Hainan und Taiwan verbreitet.[7]
- Fimbribambusa Widjaja: Mit zwei Arten, die von Malesien bis Neuguinea vorkommen.[7]
- Gigantochloa Kurz ex Munro: Die etwa 55 Arten sind vom tropischen Asien bis zum südlichen China verbreitet.[7]
- Greslania Balansa: Die zwei Arten sind auf Neukaledonien beheimatet.[7]
- Holttumochloa K.M.Wong: Die etwa drei Arten sind auf der Malaiischen Halbinsel verbreitet.[7]
- Kinabaluchloa K.M.Wong: Die nur zwei Arten sind in Thailand, Malaysia, auf Borneo und in Vietnam verbreitet.[7]
- Maclurochlora Wong: Mit drei Arten, die in Malaysia und Vietnam vorkommen.[7]
- Melocalamus Benth.: Die etwa 13 Arten sind von Assam bis Indochina und dem südlichen China verbreitet.[7]
- Mullerochloa K.M.Wong mit einer Art:
  - Mullerochloa moreheadiana (F.M.Bailey) K.M.Wong: Sie kommt im nordöstlichen Queensland vor.[7]
- Neololeba Widjaja: Mit fünf Arten, die von Malesien bis ins nordöstliche Australien vorkommen.[7]
- Neomicrocalamus P.C.Keng (mit Microcalamus Gamble) mit fünf Arten, die vom Himalaja bis China und Indochina und in Afrika (Microcalamus)vorkommen.[7]
- Oreobambos K.Schumann mit einer Art:
  - Oreobambos buchwaldii K.Schumann: Sie kommt von Uganda bis Sambia vor.[7]
- Oxytenanthera Munro mit einer Art:
  - Oxytenanthera abyssinica (A.Rich.) Munro: Sie kommt im tropischen und südlichen Afrika vor.[7]
- Parabambusa Widjaja mit nur einer Art:
  - Parabambusa kainii Widjaja: Sie kommt in Neuguinea vor.[7]
- Phuphanochloa Sungkaew & Teerawat. mit einer Art:
  - Phuphanochloa speciosa Sungkaew & Teerawat.: Die 2009 erstbeschriebene Art kommt in Thailand vor.[7]
- Pinga Widjaja mit einer Art:
  - Pinga marginata Widjaja: Sie kommt im westlichen Neuguinea vor.[7]
- Pseudobambusa T.Q.Nguyen mit einer Art:
  - Pseudobambusa schizostachyoides (Kurz) T.Q.Nguyen: Sie kommt auf den Andamanen, in Myanmar und Vietnam vor.[7]
- Pseudoxytenanthera Soderstr. & Ellis: Mit 12 Arten, die in Indien, in Sri Lanka und in Indonesien vorkommen.[7]
- Soejatmia K.M.Wong mit einer Art:
  - Soejatmia ridleyi (Gamble) K.M.Wong: Sie kommt auf der Malaiischen Halbinsel vor.[7]
- Sphaerobambos S.Dransf.: Die etwa drei Arten sind vom nördlichen Borneo bis Sulawesi verbreitet.[7]
- Temochloa J.Dransf. mit einer Art:
  - Temochloa liliana J.Dransf.: Sie kommt in Thailand vor.[7]
- Temburongia S.Dransf. & K.M.Wong mit einer Art:
  - Temburongia simplex S.Dransf. & K.M.Wong: Die Heimat ist nur Brunei.[7]
- Thyrsostachys Gamble: Die nur zwei Arten sind von Indochina bis China verbreitet.[7]

#### UntertribusHickeliinae
Der Untertribus werden acht Gattungen mit zusammen etwa 33 Arten zugerechnet:
- Cathariostachys S.Dransf. mit 2 Arten, die in Madagaskar vorkommen.[7]
- Decaryochloa A.Camus mit einer Art:
  - Decaryochloa diadelpha A.Camus: Die Heimat ist Madagaskar.[7]
- Hickelia A.Camus (mit Pseudocoix A.Camus): Die etwa vier Arten kommen in Madagaskar und Tansania vor.[7]
- Hitchcockella A.Camus: Sie enthält nur eine Art:
  - Hitchcockella baronii A.Camus: Die Heimat ist Madagaskar.[7]
- Nastus Juss. (mit Chloothamnus Büse und Oreiostachys Gamble): Die etwa 25 Arten sind auf Inseln im Gebiet des westlichen Indischen Ozeans und zwischen Indochina und Neuguinea verbreitet.[7]
- Perrierbambus A.Camus: Die zwei Arten kommen auf Madagaskar vor.[7]
- Sirochloa S.Dransf. mit einer Art:
  - Sirochloa parvifolia (Munro) S.Dransf.: Sie kommt in Madagaskar vor.[7]
- Valiha (Munro) S.Dransf. S.Dransf. mit zwei Arten, die in Madagaskar vorkommen.[7]

#### UntertribusMelocanninae
Der Untertribus werden zehn Gattungen mit zusammen etwa 88 Arten zugerechnet:
- Cephalostachyum Munro: Die etwa 14 Arten sind von Indien und Indochina bis China sowie den Philippinen verbreitet und sie kommt auf Madagaskar vor.[7]
- Davidsea Soderstr. & R.P.Ellis mit einer Art:
  - Davidsea attenuata (Thwaites) Soderstr. & R.P.Ellis: Ihre Heimat ist Sri Lanka.[7]
- Melocanna Trin.: Die etwa zwei Arten sind vom Indischen Subkontinent bis Myanmar und südlichen Thailand verbreitet.[7]
- Neohouzeaua A.Camus: Die etwa sechs Arten sind vom östlichen Himalaya bis Indochina verbreitet.[7]
- Ochlandra Thwaites (Syn.: Beesha Munro): Die etwa zwölf Arten sind in Sri Lanka und Indien beheimatet.[7]
- Pseudostachyum Munro: Sie enthält nur eine Art:
  - Pseudostachyum polymorphum Munro: Sie ist vom östlichen Himalaya bis China verbreitet.[7]
- Schizostachyum Nees (mit Leptocanna L.C.Chia & H.L.Fung und Dendrochloa C.E.Parkinson): Die etwa 64 Arten sind im tropischen bis subtropischen Asien verbreitet und kommen auf Madagaskar sowie den Marquesas vor.[7]
- Stapletonia P.Singh, S.S.Dash & P.Kumari: Mit zwei Arten, die im östlichen Himalaja vorkommen.[7]
- Teinostachyum Munro mit zwei Arten (die Gattung wird auch in die Gattung Schizostachyum eingebunden[7])

#### Untertribus Racemobambusinae
Der Untertribus wird eine Gattung mit etwa 20 Arten zugerechnet:
- Racemobambos Holttum: Sie kommen von Malesien bis Papuasien vor.[7]